# ヤマハ・Pシリーズ
Pシリーズ（ピー・シリーズ）はヤマハのデジタルピアノの型番・商品名。

## 概要
AWM音源（PCM音源）を採用し、ピアノサウンドに特化している。また、新しい機種になるほど、鍵盤タッチが生ピアノと近くなっている。上記の理由より、ステージピアノとして世界中のアーティストに使われている。P-150とP-200の間に一種の断絶があり、P-150までの機種の最高機種はP-500だが、P-200以降の最高機種はP-250となっている。その後、P-250の後継機種としてCP300が発売されてステージピアノの系統がCPシリーズに移行したため、2009年現在のPシリーズの現行機種は家庭向けの機種のみとなっている。

## シリーズのモデル

### 現行機種
P-125
2018年6月発売。88鍵GHS（グレードハンマースタンダード）鍵盤。最大同時発音数192。P-115の後継機種。オーディオインターフェースを搭載。
P-45
2015年6月発売。88鍵GHS（グレードハンマースタンダード）鍵盤。最大同時発音数64。P-85の後継機種。
P-255
2014年3月発売。88鍵GH（グレードハンマー）鍵盤。最大同時発音数256。

### 絶版機種
P-155
88鍵GH鍵盤。AWM4レベルダイナミック・Pure CF Voiceステレオサンプリングピアノ音色、最大同時発音数128。クラシックピアノ曲が50曲プリセットされており、プリセット曲に対応した楽譜集「ピアノで弾く名曲50選」も付属している（非売品）。ステージピアノというより、気軽に家に設置できるコンパクトデジタルピアノとしての役割が強い。USBメモリに対応。
この機種では特別サイトが作られ、ユーザの真野恵里菜・鈴木秋則のインタビューが収録されている。
P-85
88鍵GHS鍵盤。AWMステレオサンプリングピアノ音色、最大同時発音数64。こちらもP-155と同様、クラシックピアノ曲が50曲プリセットされている。録音機能・メトロノーム機能なども追加されている。価格はPシリーズの中でも最も安く、デジタルピアノの入門機として最適だといえよう。
P-80
1999年発売。88鍵グレード・ハンマー鍵盤。AWMダイナミックステレオサンプリング音源。最大同時発音数64。ホワイトモデルのP-80Wもある。16.8kgと比較的軽量のモデル。レコーダー機能やプリセット50曲を内蔵している。
P-90
2004年発売。P-80の後継機。88鍵グレード・ハンマー鍵盤。AWMダイナミックステレオサンプリング音源。最大同時発音数64。サステインペダルを踏んだ時の響板や弦の共鳴音や鍵盤から指を離した時の音をサンプリングしており、付属のペダルでハーフペダルに対応する。
P-100
1992年9月発売。88鍵AE鍵盤。AWM音源、最大同時発音数32音、音色数10、波形メモリ48Mbits、エフェクト、リバーブ×3、モジュレーション×3、3バンドイコライザー搭載。同時に2つの音色を鳴らせるデュアル機能、鍵盤の高音部と低音部で別々の音色で演奏可能なスプリット機能を持つ。アンプ出力20Wのステレオスピーカー搭載。グッドデザイン賞受賞。
P-500
88鍵AE鍵盤。AWM音源、最大同時発音数32音、音色数11。リバーブ×16、モジュレーション×10、その他エフェクト×12。ボイスを含め、エフェクト、MIDI設定などのセッティング一式をまとめたパフォーマンスを32種類内蔵。そのパフォーマンスを順番に並べたチェーンを16種類内蔵。ピアノの共鳴弦を再現するサウンドボード、スペシャルリバーブ搭載。バランス型XLR端子、専用スタンドもついている。スピーカーは内蔵していない。750,000円（税抜）という価格設定で最高級モデルとして発売された。
P-300
1994年発売。P-500の機能をP-100の筐体に詰め込んだ機種。88鍵AE鍵盤。AWM音源、最大同時発音数32音、音色数11。リバーブ×16、モジュレーション×10、その他エフェクト×12。パフォーマンス×32。チェーン×16。サウンドボード、スペシャルリバーブ搭載。アンプ出力20Wのステレオスピーカー搭載。定価350,000円（税抜）とP-500の性能をそのままに半額にしたコストパフォーマンスの高い機種。
P-150
1995年発売。88鍵AE鍵盤。AWM音源、最大同時発音数32音、音色数12、リバーブ×3、モジュレーション×3。アンプ出力30Wのステレオスピーカー搭載。P-500の音質、性能を承継しながら、198,000円（税抜）とコストパフォーマンスが高いモデル。上述のP-100の後継機種として発売された。
P-200
1998年発売。88鍵グレードハンマー鍵盤。最大同時発音数 64音 音色数12、エフェクト 3バンドグラフィックEQ、リバーブ×3、モジュレーション×3 アンプ出力30Wのステレオスピーカー搭載。ステージピアノとして、世界中のアーティストに重宝された。
P-250
2002年発売。88鍵グレードハンマー鍵盤。3段階ダイナミックステレオサンプリングされたAWM音源。最大同時発音数 128音 手弾き用45音色＋XG対応音色480ノーマルボイス＋12ドラムキット エフェクト リバーブ×5、コーラス×3、インサーション×13（3系統）、5バンドマスターEQ XG対応音色用エフェクト リバーブ×18、コーラス×19、バリエーション×123 16トラックシーケンサー内蔵 最大記憶発音数 約150,000音 録音方式 リアルタイム入力 アンプ出力30Wのステレオスピーカー。ステージピアノとして、多くのミュージシャンに使われている。ステージピアノの後継機種はCP300に引き継がれた。
P-115
2015年6月発売。88鍵GHS（グレードハンマースタンダード）鍵盤。最大同時発音数192。P-105の後継機種。
P50-m
1996年発売。1Uハーフラックサイズのピアノ専用音源モジュール。最大同時発音数32音　プリセット28音色 エフェクト　リバーブ、コーラス、3バンドグラフィックイコライザー。VL70-m同様、P50-m担当するピアノパートをXG音源で鳴らさないXG音源拡張機能を持ち、DTMでも使用可能。TX1Pの後継機種ともいえる。